# João Eduardo Cerdeira de Santana
João Eduardo Cerdeira de Santana GOMM (São Paulo, 13 de setembro de 1957) é um advogado brasileiro.
Foi ministro dos Transportes e das Comunicações no governo Fernando Collor de Mello, de 10 de maio de 1991 a 13 de maio de 1992. Em julho de 1991, Santana foi admitido por Collor à Ordem do Mérito Militar no grau de Grande-Oficial especial.